# Дейв ван дер Берг
Дейв ван дер Берг (нід. Dave van den Bergh, нар. 7 травня 1976, Амстердам) — нідерландський футболіст, що грав на позиції півзахисника, нападника. По завершенні ігрової кар'єри — тренер. З 2019 року входить до тренерського штабу клубу «Нью-Інгленд Революшн».
Виступав, зокрема, за «Аякс» і «Утрехт», а також національну збірну Нідерландів.
Чемпіон Нідерландів. Дворазовий володар Кубка Нідерландів. Володар Міжконтинентального кубка. Володар Суперкубка УЄФА.

## Клубна кар'єра
Народився 7 травня 1976 року в місті Амстердам. Вихованець футбольної школи клубу «Аякс». 1995 року почав залучатися до складу головної команди клубу, утім через високу конкуренцію у команді, яка на той час була однією з найсильніших у Європі, протягом двох сезонів взяв участь лише у 12 матчах національної першості, здобувши попри це в сезоні 1995/96 титул чемпіона Нідерландів. Утім у лютому 1996 року футболіст, який лише розпочинав свою кар'єру, взяв участь в обох іграх за Суперкубок УЄФА 1995, безпосередньо долучившись до здобуття цього трофею.
1997 року гравець, перспективи якого в «Аяксі» були примарними, перебрався до Іспанії, де протягом трьох сезонів захищав кольори клубу «Райо Вальєкано», зокрема допомігши йому повернутися до Ла-Ліги.
2000 року повернувся на батьківщину, ставши гравцем «Утрехта». Відіграв за команду з Утрехта наступні шість сезонів своєї ігрової кар'єри. Більшість часу, проведеного у складі «Утрехта», був основним гравцем команди. За цей час додав до переліку своїх трофеїв два титули володаря Кубка Нідерландів.
Згодом з 2006 по 2008 рік грав у США, у складі команд клубів «Канзас-Сіті Візардс» та «Нью-Йорк Ред Буллз». Завершив професійну ігрову кар'єру 2009 року також у Сполучених Штатах, де його останньою командою був «Даллас».

## Виступи за збірні
1995 року залучався до складу молодіжної збірної Нідерландів.
2004 року дебютував в офіційних матчах у складі національної збірної Нідерландів. Наступного року провів свою другу і останню гру у формі національної команди.

## Кар'єра тренера
Розпочав тренерську кар'єру невдовзі по завершенні кар'єри гравця, 2010 року, залившись у США і увійшовши до тренерського штабу місцевої збірної U-20, де пропрацював з 2010 по 2016 рік.
Згодом тренував збірну США U-15, а 2019 року увійшов до тренерського штабу клубу «Нью-Інгленд Революшн».

## Титули і досягнення
- Чемпіон Нідерландів (1):

«Аякс»: 1995-1996
- Володар Кубка Нідерландів (2):

«Утрехт»: 2002-2003, 2003-2004
- Володар Суперкубка Нідерландів (1):

«Утрехт»:  2004
- Володар Міжконтинентального кубка (1):

«Аякс»: 1995
- Володар Суперкубка УЄФА (1):

«Аякс»: 1995